# Aramese folk-popmuziek
Aramese folk-popmuziek (Aramees: ܡܘܣܝܩܝ ܣܦܝܢܘܬܐ ܣܘܪܝܝܬܐ), ook bekend als Assyrische folk-popmuziek, is een muziekstijl die voortkomt uit de muzikale tradities van het Aramese volk. De stijl is grotendeels gebaseerd op de liturgische muziek van de Syrisch-Orthodoxe Kerk, waarvan de wortels teruggaan tot de eerste eeuwen na Christus.
Moderne Aramese volksmuziek combineert traditionele elementen met invloeden uit diverse westerse en oosterse muziekgenres, waaronder pop, elektronische muziek, latin, jazz en klassieke muziek. De hedendaagse Aramese muziek is dan ook een fusie van traditionele volksmuziek en invloeden uit onder andere pop en de Arabesk.
Aramese kerkmuziek wordt traditioneel gezongen in het klassieke Syrisch-Aramese dialect. Moderne Aramese muziek daarentegen wordt voornamelijk uitgevoerd in neo-Aramese talen, zoals Turoyo en Sureth.

## Geschiedenis
De oorspronkelijke melodieën van de Aramese volksmuziek zijn grotendeels bewaard gebleven in de liturgische muziek van de Syrisch-Orthodoxe Kerk en andere kerken binnen het Syrisch christendom. Aramese liederen behandelen vaak thema's als patriotisme, het Aramese thuisland, liefde en het dagelijks leven in dorpen en steden.

## Lijst met Aramese zangers
- Fuad Ispir[3]
- Habib Mousa
- Ishok Yakub
- Jan Karat[4]
- Matay Ishok
- Shikri Bar Lahdo
- Cebrael Aryo
- Josef Özer
- Pascal Bachir
- Jacob Dinc
- Indravus Bagandi
- Pascal Bachir
- Fehmi Bagandi